# Amphisbaenidae
Amphisbaenidae là một họ bò sát có vảy. Chúng được tìm thấy ở Bắc và Nam Mỹ, một số trên các đảo vùng Caribbe, và vùng châu Phi cận Sahara.
Các loài trong họ này không thể leo trèo, chúng có khả năng đào hang, bò sát giống thằn lằn có khả năng ăn thịt. Một số loài có đầu giống như các xuổng, trong khi những loài khác có mào hẹp trên đầu.

## Các chi
Có khoảng 161 loài trong họ này, chúng được xếp vào 16 chi:
- Amphisbaena Linnaeus, 1758
- Ancylocranium Scortecci, 1930
- Anops Bell, 1833
- Aulura Barbour, 1914
- Baikia Gray, 1865
- Bronia Wiegmann, 1828
- Cercolophia Strauch, 1881
- Chirindia Boulenger, 1907
- Cynisca A.M.C. Duméril & Bibron, 1839
- Dalophia Gray, 1865
- Geocalamus Günther, 1880
- Leposternon Hemprich, 1820
- Loveridgea Tornier, 1899
- Mesobaena Mertens, 1925
- Monopeltis A. Smith, 1848
- Zygaspis W. Peters, 1854

## Hình ảnh

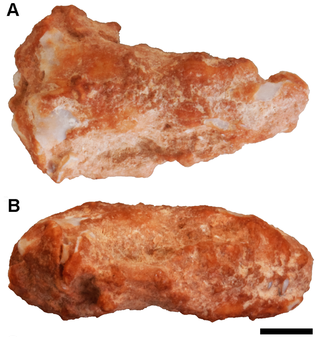
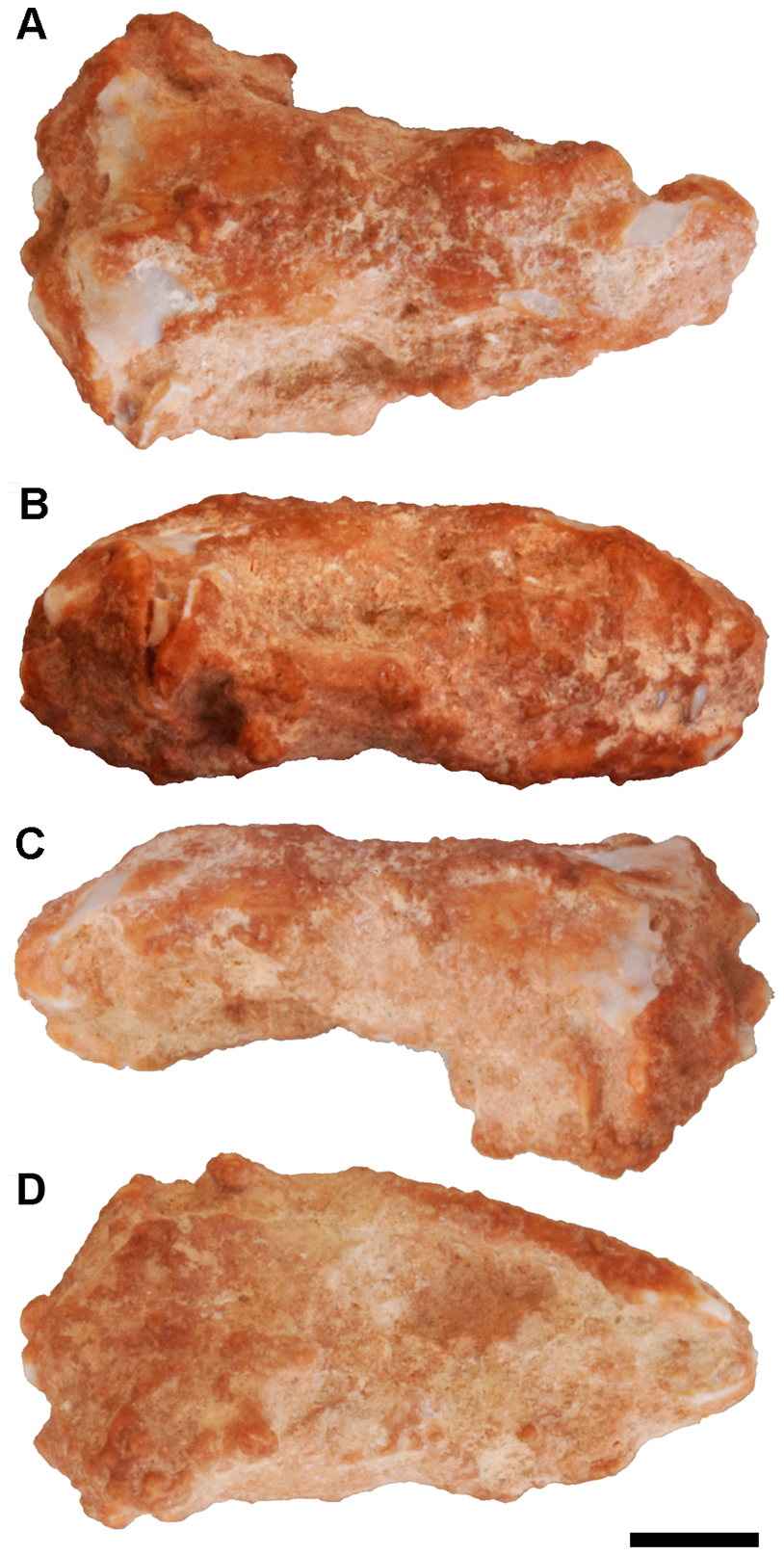